# Medveđa (općina)
Općina Medveđa (srpski: Општина Медвеђа, albanski: Medvegjë) je općina u Jablaničkom okrugu u Srbiji. Središte općine je gradić Medveđa. Medveđa je rijetko naseljena općina na jugu Srbije na granici s Kosovom.

## Stanovništvo
Prema popisu stanovništva iz 2002. godine općina je imala 10.760 stanovnika, većinsko stanovništvo čine Srbi (66,57%) i Albanci (26,17%) te u manjem postotku Crnogorci (3,46%) i Romi (1%).

## Administrativna podjela
Općina Medveđa podjeljena je na 44 naselja.
- Bogunovac
- Borovac
- Varadin
- Velika Braina
- Vrapce
- Gazdare
- Gornja Lapaštica
- Gornji Bučumet
- Gornji Gajtan
- Grbavci
- Gubavce
- Gurgutovo
- Donja Lapaštica
- Donji Bučumet
- Donji Gajtan
- Drence
- Đulekare
- Kapit
- Lece
- Mala Braina
- Marovac
- Maćedonce
- Maćedonce (Retkocersko)
- Medevce
- Mrkonje
- Negosavlje
- Petrilje
- Poroštica
- Pusto Šilovo
- Rama Banja
- Retkocer
- Rujkovac
- Svirca
- Sijarina
- Sijarinska Banja
- Sponce
- Srednji Bučumet
- Stara Banja
- Stubla
- Tulare
- Tupale
- Crni Vrh
- Čokotin

## Vanjske poveznice
- Općina Medveđa